# جوردي كاريرا
جوردي كاريرا (بالإسبانية: Jordi Carrera)‏ هو لاعب هوكي الحقل إسباني، ولد في 12 يونيو 1982.

## روابط خارجية
- جوردي كاريرا على موقع أوليمبيديا (الإنجليزية)